# Josef Jan Ferraris
Josef Jan hrabě Ferraris (Joseph Johann Graf Ferraris) (22. dubna 1726 Lunéville – 1. dubna 1814 Vídeň) byl rakouský polní maršál italského původu. Od mládí sloužil v císařské armádě a vyznamenal se v dynastických válkách druhé poloviny 18. století. Během své dlouholeté kariéry měl trvalou přízeň čtyř císařů, získal všechny tři stupně nejvyššího rakouského vojenského vyznamenání, Řádu Marie Terezie. V závěru aktivní služby byl viceprezidentem dvorské válečné rady (1793–1796) a nakonec dosáhl hodnosti polního maršála (1808). V 70. letech 18. století ve funkci guvernéra proslul jako iniciátor podrobného kartografického zpracování současné Belgie (tehdejší Rakouské Nizozemí). Zemřel bez mužského potomstva, jméno Ferraris přijala spřízněná uherská rodina Zichyů (Zichy-Ferraris). Vnučka Melánie Zichy-Ferraris (1805–1854) byla manželkou knížete Metternicha.

## Životopis
Pocházel ze šlechtického rodu z Piemontu, byl synem hraběte Luigiho Ferrarise (1685–1733), po matce Anne Therese de Fontette (1692–1754) měl původ v nelegitimním potomstvu francouzského královského rodu Valoisů. Vzhledem k otcově službě u lotrinských vévodů přešel po sňatku Františka Štěpána Lotrinského s Marií Terezií do služeb Habsburků a od devíti let byl vychováván ve Vídni. Původně byl pážetem císařovny-vdovy Amálie Vilemíny (1736), poté byl připravován pro vojenskou dráhu. Do císařské armády vstoupil již na počátku války o rakouské dědictví a v roce 1742 byl zraněn v bitvě u Chotusic. Díky tomu téhož roku dosáhl hodnosti kapitána a v roce 1750 byl povýšen na majora. Na začátku sedmileté války byl již podplukovníkem (1757), vyznamenal se v bitvě u Hochkirchu (1758) a obdržel rytířský kříž Řádu Marie Terezie. V roce 1760 vynikl v bitvě u Torgavy a v roce 1761 byl povýšen na generálmajora.
Po sedmileté válce působil ve vojenské administraci a od roku 1767 byl velitelem dělostřelectva v Rakouském Nizozemí. V hodnosti polního podmaršála (1773) byl od roku 1775 guvernérem ve městě Dernemonde. Během svého působení v Rakouském Nizozemí proslul jako kartograf a nechal vypracovat soubor vojenských a na svou dobu velmi podrobných map (známých pod názvem Ferraris-Karte, 1777). V roce 1784 byl povýšen do hodnosti polního zbrojmistra a v roce 1789 měl podíl na potlačení povstání proti habsburské nadvládě v Belgii (od prosince 1789 do ledna 1790 zde byl vrchním velitelem). Následně se vyznamenal ještě v několika bitvách během francouzských revolučních válek, v roce 1793 získal komandérský kříž Řádu Marie Terezie, ještě téhož roku byl vyznamenán velkokřížem téhož řádu. V letech 1793–1796 byl viceprezidentem dvorské válečné rady, poté odešel do výslužby. Až v závěrečné fázi své kariéry byl jmenován císařským komořím (1790) a tajným radou (1798). V roce 1808 získal hodnost polního maršála.

## Rodina
Během svého pobytu v Rakouském Nizozemí se v roce 1770 oženil s Marií Henriettou d'Ursel (1743–1810) ze staré brabantské šlechty, dcerou vévody Charlese d'Ursel (1717–1775) a Marie Eleonory, rozené princezny Lobkovicové (1721–1756). Z manželství se narodila jediná dcera Marie Vilemína (1780–1866), pozdější c.k. palácová dáma a dáma Řádu hvězdového kříže, provdaná za c.k. polního podmaršála hraběte Františka Zichyho (1777–1839). Ten v roce 1811 se svolením císaře Františka I. přijal jméno Zichy-Ferraris (jméno zaniklo již ve druhé generaci potomstva). Z dětí Františka Zichyho a Marie Vilemíny Ferrarisové pocházela mimo jiné hraběnka Melánie Marie ze Zichy-Ferraris (1805–1854), třetí manželka významného diplomata a dlouholetého státního kancléře knížete Metternicha.